# Veronica reverdattoi
Veronica reverdattoi là một loài thực vật có hoa trong họ Mã đề. Loài này được Krsnob. miêu tả khoa học đầu tiên.